# Juli Sánchez
Juli Sánchez (sinh 20 tháng 6 năm 1978) là một cầu thủ bóng đá Andorra, anh thi đấu ở vị trí tiền đạo cho FC Santa Coloma. Sánchez từng đá cho FC Andorra, CF Balaguer và CD Binéfar; anh ra mắt quốc tế năm 1996, trong trận đấu đầu tiên sau khi Andorra được chính thức công nhận bởi FIFA, trước Estonia. Anh cũng ghi bàn trong trận thắng đầu tiên của đội tuyển, trước Belarus ngày 26 tháng 4 năm 2000.

## Thống kê quốc tế
Tính đến 11 tháng 6 năm 2019
| Đội tuyển quốc gia Andorra | Đội tuyển quốc gia Andorra | Đội tuyển quốc gia Andorra |
| Năm                        | Trận                       | Bàn thắng                  |
| -------------------------- | -------------------------- | -------------------------- |
| 1996                       | 1                          | 0                          |
| 1997                       | 2                          | 0                          |
| 1998                       | 8                          | 0                          |
| 1999                       | 7                          | 1                          |
| 2000                       | 8                          | 1                          |
| 2001                       | 5                          | 0                          |
| 2002                       | 5                          | 0                          |
| 2003                       | 6                          | 0                          |
| 2004                       | 7                          | 0                          |
| 2005                       | 5                          | 0                          |
| 2006                       | 2                          | 0                          |
| 2007                       | 3                          | 0                          |
| 2009                       | 1                          | 0                          |
| 2011                       | 4                          | 0                          |
| 2014                       | 1                          | 0                          |
| 2015                       | 1                          | 0                          |
| 2016                       | 1                          | 0                          |
| 2017                       | 2                          | 0                          |
| 2018                       | 2                          | 0                          |
| 2019                       | 2                          | 0                          |
| Tổng                       | 73                         | 2                          |

### Bàn thắng quốc tế
Tỉ số và kết quả liệt kê bàn thắng của Andorra trước.
| Bàn thắng | Ngày                | Địa điểm                                     | Đối thủ | Tỉ số | Kết quả | Giải đấu                   | Nguồn |
| --------- | ------------------- | -------------------------------------------- | ------- | ----- | ------- | -------------------------- | ----- |
| 1.        | 31 tháng 3 năm 1999 | Sân vận động Lokomotiv, Mosckva, Nga         | Nga     | 1–5   | 1–6     | Vong loai Euro 2000 Bang 4 | [ 2 ] |
| 2.        | 26 tháng 4 năm 2000 | Camp d'Esports d'Aixovall, Aixovall, Andorra | Belarus | 2–0   | 2–0     | Giao hữu                   | [ 3 ] |